# Темиргалиев, Жамагат Хафизович
Жамагат Хафизович Темиргалиев (каз. Жамағат Хафизұлы Темірғалиев; род. 6 апреля 1946, Сарканд, Талды-Курганская область, Казахская ССР) — советский и казахский дирижёр, композитор, музыкальный педагог, доцент. Заслуженный деятель Казахстана (2000), заслуженный работник культуры Казахстана (1996).

## Биография
Родился 6 апреля 1946 года в г. Сарканд Талды-Курганской области.
В 1972 году окончил факультет народных инструментов Казахской государственной консерватории им. Курмангазы по специальности «дирижёр оркестра».
Трудовую деятельность начал в 1963 году учителем музыки средней школы имени Абая Саркандского района Алматинской области.
С 1972 по 1976 годы — солист Казахского государственного академического оркестра народных инструментов имени Курмангазы.
С 1976 по 1981 годы — заведующий отделением, преподаватель Алматинского музыкального училища им. П. И. Чайковского.
С 1986 по 1990 годы — дирижёр Академического фольклорно-этнографического оркестра «Отырар сазы» имени Н.Тлендиева.
С 1990 по 1997 годы — главный дирижёр оркестра им. М. Тулебаева Талдыкорганской областной филармонии.
С 1981 года по настоящее время — преподаватель, старший преподаватель, доцент Казахской национальной консерватории им. Курмангазы.
С 1997 года — главный дирижёр Алма-Атинской областной филармонии им. Суюнбая.

## Награды и звания
- Указом Президента Республики Казахстан от 9 декабря 1996 года награждён почётным званием «Заслуженный работник културы Республики Казахстан»[1]
- Указом Президента Республики Казахстан от 10 декабря 2000 года награждён почётным званием «Заслуженный деятель Республики Казахстан» за заслуги в казахской народной музыке.
- Указом Президента Республики Казахстан от 7 декабря 2009 года награждён Орденом «Курмет» за заслуги в казахской народной музыке и вклад в музыкальную педагогику.[2][3]
- нагрудный знак «Почётный работник образования Республики Казахстан»
- 2014 — Почётная грамота Министерства образования и науки Республики Казахстан.